# Панайот Чинков
Панайот Константинов Чинков е български журналист и преводач.

## Биография
Роден е през 1898 г. в Елена. Завършва средното си образование в София. Участва в Първата световна война. Учи журналистика в Германия. От 1925 до 1927 г. е консултант в частното си бюро за тютюневите пазари в балканските страни в Дортмунд, Германия и др. През 1935 – 1940 г. е редактор и издател на в. „Литературен час“. В периода 1941 – 1944 г. е коментатор на радио „София“ и публикува във вестник „Дневник“. През 1941-1942 г. създава и изпълнява длъжността директор на Дирекцията на националната пропаганда.  През 1945 г. е съден от Народния съд. От 1937 до 1965 г. пише статии за изкуство и литература, за творчеството на Иван Вазов, превежда художествена поезия и проза от немски и английски език. Последните години от живота си Панайот Чинков прекарва във Варна. Умира през 1983 г. 
Личният му архив се съхранява във фонд 1126К в Централен държавен архив. Той се състои от 48 архивни единици от периода 1921 – 1973 г.